# Kayunga (district)
Le district de Kayunga est un district d'Ouganda. Sa capitale est Kayunga.

## Géographie
Le district est tout en longueur. A l'est, il est séparé de la région Est de l'Ouganda par le cours du Nil Blanc. Au nord, il est limité par le lac Kyoga.

## Histoire
Ce district a été créé en décembre 2000 par séparation de celui de Mukono.